# Обстфельдер, Ханс фон
Ханс фон Обстфельдер (нем. Hans von Obstfelder; 6 сентября 1886 — 20 декабря 1976) — немецкий офицер, участник Первой и Второй мировых войн, генерал пехоты, кавалер Рыцарского креста с Дубовыми листьями и Мечами.

## Начало военной карьеры
В марте 1905 года поступил на военную службу, фанен-юнкером (кандидат в офицеры), в пехотный полк. С августа 1906 года — лейтенант, с февраля 1914 года — старший лейтенант. К началу Первой мировой войны — в штабе пехотного полка.

## Первая мировая война
С начала войны — на Западном фронте. С июня 1915 года — капитан. На различных штабных должностях уровня дивизия — корпус. С января 1918 года — начальник штаба кавалерийской дивизии, затем пехотной дивизии. За время войны награждён Железными крестами обеих степеней и ещё тремя орденами.

## Между мировыми войнами
Продолжил службу в рейхсвере. С марта 1933 года — полковник, с января 1936 года — генерал-майор, с февраля 1938 года — генерал-лейтенант.  К началу Второй мировой войны — командир 28-й пехотной дивизии.

## Вторая мировая война
Участвовал в Польской и Французской кампаниях, с июня 1940 года — командующий 29-м армейским корпусом, в звании генерал пехоты.
С 22 июня 1941 года участвовал в германо-советской войне. Бои на Украине. В июле 1941 года награждён Рыцарским крестом. За бои на реке Миус в апреле 1943 года награждён Золотым немецким крестом, в июне 1943 — Дубовыми листьями (№ 251) к Рыцарскому кресту.
С августа 1943 года — командующий 86-м армейским корпусом (на юго-западе Франции). С августа 1944 года корпус воюет в Нормандии. В ноябре 1944 генерал пехоты фон Обстфельдер награждён Мечами (№ 110) к Рыцарскому кресту с Дубовыми листьями.
С декабря 1944 года — командующий 1-й армией, в марте 1945 года — командует 19-й армией (в Баварии), с конца марта 1945 — 7-й армией. 8 мая 1945 года взят в американский плен.

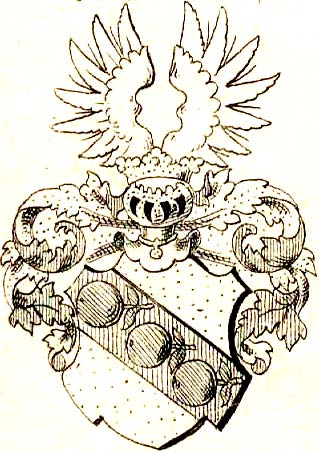
Герб рода фон Обстфельдер

## Награды
- Железный крест 2-го класса (сентябрь 1914) (Королевство Пруссия)
- Железный крест 1-го класса (июнь 1915)
- Ганзейский крест Гамбурга
- Орден Белого сокола рыцарский крест 2-го класса с мечами (Герцогство Саксен-Веймар-Эйзенах)
- Орден Саксен-Эрнестинского дома рыцарский крест 1-го класса с мечами
- Почётный крест Первой мировой войны 1914/1918 с мечами (1934)
- Медаль «За выслугу лет в вермахте» с 4-го по 1-й класс
- Пряжка к Железному кресту 2-го класса (20 сентября 1939)
- Пряжка к Железному кресту 1-го класса (29 сентября 1939)
- Немецкий крест в золоте (21 апреля 1943)
- Рыцарский крест Железного креста с дубовыми листьями и мечами
  - рыцарский крест (27 июля 1941)
  - дубовые листья (№ 251) (7 июня 1943)
  - мечи (№ 110) (5 ноября 1944)